# Milton Welsh
Milton Welsh (Kassel, 3 febbraio 1969) è un attore e doppiatore tedesco.

## Biografia
Dal 1992 al 1995, ha frequentato la scuola di recitazione DER KREIS di Berlino diretta da Fritz Kirchhoff. Nel 1993 ha partecipato a un corso di recitazione con Wolfgang Wermelskirch presso l'UdK di Berlino. Nel 1997 ha proseguito la sua formazione presso il Lee Strasberg Theatre Institute di New York. 
Nel 2000 ha completato il Mark Travis Director Workshop a Colonia. Nel 2001 ha partecipato a un workshop di cinema con Vadim Glowna presso la Kunstakademie Düsseldorf.
Ha partecipato a una tournée nazionale con lo spettacolo Caveman, diretto da Esther Schweins. 
Da allora ha preso parte a diverse produzioni cinematografiche e televisive tedesche.

## Filmografia

### Cinema
- Antikörper - regia di Christian Alvart (2005)
- Æon Flux - Il futuro ha inizio (Æon Flux) - regia di Karyn Kusama (2006)
- Schade um das schöne Geld - regia di Lars Becker (2008)
- Nachtschicht – Blutige Stadt - regia di Lars Becker (2008)
- Bis aufs Blut – Brüder auf Bewährung - regia di Oliver Kienle (2010)
- L'uomo nell'ombra (The Ghost Writer) - regia di Roman Polański (2010)
- Conan the Barbarian - regia di Marcus Nispel (2011)
- Blutzbrüdaz - regia di Özgür Yıldırım (2011)
- Unter Feinden - regia di Lars Becker (2013)
- Grand Budapest Hotel (The Grand Budapest Hotel) - regia di Wes Anderson (2014)
- German Angst - regia di Jörg Buttgereit, Michal Kosakowski e Andreas Marschall (2015)
- Unsere Zeit ist jetzt - regia di Martin Schreier (2016)
- Rakete Perelman - regia di Oliver Alaluukas (2017)
- Lassie, torna a casa (Lassie: Eine Abenteurliche Reise) - regia di Hanno Olderdissen (2020)
- In einem anderen Leben - regia di Jens Wischnewski (2021)
- The Match - La grande partita (The Match) - regia di Dominik Sedlar e Jakov Sedlar (2021)
- Bonhoeffer - regia di Todd Komarnicki (2024)

### Televisione
- Anna und die Liebe - serie TV (2010)
- Il commissario Heldt (Heldt) - serie TV (2013)
- Squadra speciale Lipsia (Soko Liepzig) - serie TV (2015)
- Neben der Spur – Amnesie - regia di Cyrill Boss e Philipp Stennert - Film TV (2016)
- Squadra Speciale Colonia (SOKO Koln) - serie TV (2010)
- Beutolomäus und der wahre Weihnachtsmann - serie TV (2017)
- Almania - serie TV (2021)
- Squadra fluviale Elbe (WaPo Elbe) - serie TV (2025)

## Doppiaggio

### Film
- Adewale Akinnuoye-Agbaje in Pompei, Suicide Squad
- Ólafur Darri Ólafsson in I sogni segreti di Walter Mitty, The Last Witch Hunter - L'ultimo cacciatore di streghe
- Djimon Hounsou in The Legend of Tarzan
- Common in Selma - La strada per la libertà
- Chris Sullivan in Guardiani della Galassia Vol. 2
- Galvatron in Transformers 4 - L'era dell'estinzione
- Thomas Haden Church in Spider-Man: No Way Home
- Tong in Raya e l'ultimo drago
- Stephen Lang in Macchine mortali
- Derek Mears in Alita - Angelo della battaglia

### Serie televisive
- Malcolm-Jamal Warner in American Horror Story
- Wolé Parks in The Vampire Diaries
- Richard T. Jones in The Rookie

### Videogiochi
- Roadhog in Overwatch

## Doppiatori italiani
Nelle versioni in italiano delle opere in cui ha recitato, Milton Welsh è stato doppiato da:
- Alessandro Ballico in Conan the Barbarian
- Edoardo Siravo in The Match - La grande partita